# 等离子渗氮

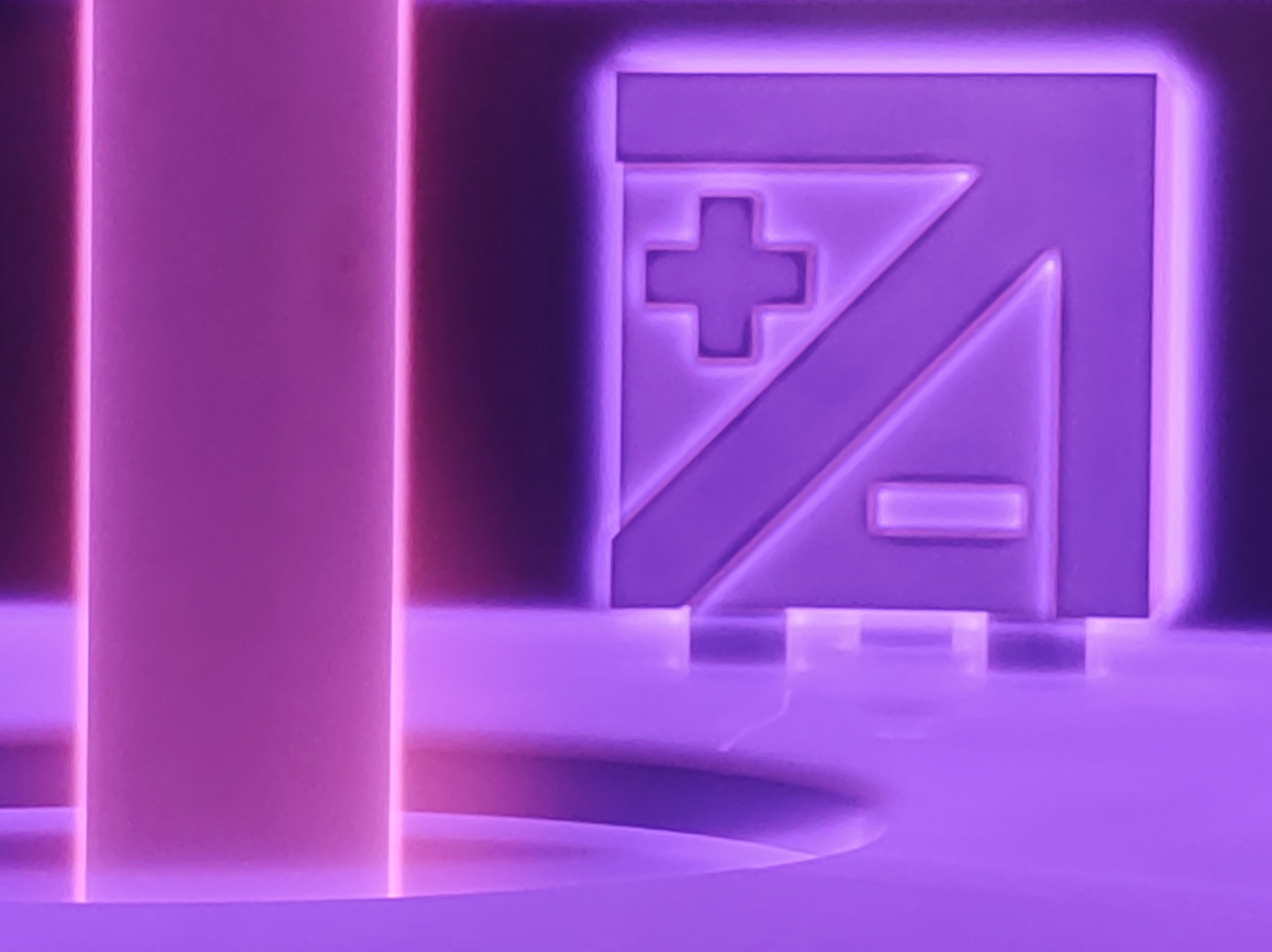
左侧是阳极，右侧为需要渗氮的工件

等离子渗氮也称离子渗氮、辉光渗氮，是一种利用等离子技术对烧结材料、各类钢、钛、铝等金属进行表面硬化的方法，属于渗氮工艺的一种。以炉体为阳极，工件为阴极，加上几百伏直流电压，氮气和氢气的气体分子被离子化，产生辉光放电。正电荷对工件表面的轰击作用加速，将工件加热到氮化温度（350°C – 600°C）。氮离子在钢件表面得到电子，还原为氮原子，渗入钢件表面并向内扩散，产生Fe-N固溶体和氮化物扩散层，可显著提高不锈钢材料的耐磨和耐腐蚀性能。此过程处理是通过扩散而不是涂层，应用PVD和PECVD涂层混合技术，可更好的控制氮化层特性。